# Iván Moro
Iván Moro Fernández (Madrid, 25 dicembre 1974) è un pallanuotista spagnolo, vincitore di una medaglia d'oro ai giochi olimpici di Atlanta 1996.